# Tetramerium fruticosum
Tetramerium fruticosum là một loài thực vật có hoa trong họ Ô rô. Loài này được Brandegee miêu tả khoa học đầu tiên năm 1903.